# Nazionale maschile di pallacanestro dell'Austria
La nazionale maschile di pallacanestro dell'Austria (Österreichische Basketballnationalmannschaft) rappresenta l'Austria nelle competizioni internazionali maschili di pallacanestro organizzate dalla FIBA. È gestita dalla Österreichischer Basketball Verband.

## Storia
Nazionale di terza fascia, non si è mai qualificata né per i Mondiali né per le Olimpiadi, mentre ha disputato sei Campionati Europei, ottenendo al massimo come miglior piazzamento l'11º posto.

Nel 2005, la FIBA, ha diviso la zona europea in Division A e Division B, e la nazionale austriaca è subito retrocessa in Division B, dove disputa il corrispondente Campionato Europeo.

## Piazzamenti

### Campionati europei
- 1947 - 12°
- 1951 - 11°
- 1955 - 13°

- 1957 - 14°
- 1959 - 16°
- 1977 - 12°

## Formazioni

### Europei
Campionato europeo maschile di pallacanestro 19473 Zsak, 4 Bohman, 5 Eder, 6 Ganglberger, 7 Glück, 8 Haselbacher, 9 Paulin, 10 Pitsch, 11 Ledl, 12 Schreiweis, 13 Pollak, 14 Schmidt, 15 Frankl, 16 Vostatek,        All. -
Campionato europeo maschile di pallacanestro 19513 Zsak, 5 Puschner, 6 Vecernik, 7 Pollak, 8 Haselbacher, 9 Ledl, 13 Schober, 15 Glück, 16 Bohman, 17 Binder, 18 Polansky, 19 Praschl,        All. Miodrag Stefanović
Campionato europeo maschile di pallacanestro 19553 Brousek, 4 Hackl, 5 Gebhardt, 6 Döppes, 7 Polansky, 8 Schmidt, 9 Thiering, 10 Schürer, 11 Baczinsky, 12 Karall, 13 Machek, 14 Vecernik, 15 Přívozník, 17 Probst,        All. Janos Gerdov
Campionato europeo maschile di pallacanestro 19574 Brousek, 5 Karall, 6 Walz, 7 Polansky, 8 Schön, 9 Grohs, 10 Thiering, 13 Waldingbrett, 14 Vranitzky, 15 Probst, 16 Schürer, 17 Waschkau,        All. Herbert Haselbacher
Campionato europeo maschile di pallacanestro 19593 Walz, 4 Kotas, 5 Havlíček, 6 Döppes, 7 Polansky, 8 Schön, 9 Ledl, 10 Thiering, 11 Probst, 12 Vybíral, 13 Tutschek, 15 Přívozník,        All. Herbert Haselbacher
Campionato europeo maschile di pallacanestro 19774 Vlk, 5 Miklas, 6 Slavíček, 7 Bilik, 8 Poiger, 9 Watzke, 10 Tecka, 11 Meisinger, 12 Zimmel, 13 Fuchs, 14 Wolf, 15 Haselbacher,        All. Ján Hluchý

## Nazionali giovanili
- Selezioni giovanili della nazionale maschile di pallacanestro dell'Austria